# Ветютнева Наталія Олександрівна
Наталія Олександрівна Ветютнева (нар. 1 липня 1957) — професор, доктор фармацевтичних наук, заслужений працівник фармації України, завідувач кафедри контролю якості і стандартизації лікарських засобів Національної медичної академії післядипломної освіти ім. П. Л. Шупика.

## Біографічні відомості
Народились 1 липня 1957 року у Волгоградській області (РФ). З 1975 р. навчалася у Харківському державному фармацевтичному інституті, який закінчила з відзнакою у 1980 році.
Працювала провізором-аналітиком контрольно-аналітичної лабораторії аптечного управління Київського міськвиконкому (1980—1983), завідувачкою контрольно-аналітичної лабораторії аптечного управління Київського міськвиконкому (1983—1986).
З 1986 по 1990 роки навчалась в аспірантурі при кафедрі фармацевтичної хімії Київського інституту удосконалення лікарів (нині НМАПО імені П. Л. Шупика).
Працювала асистентом (1990—1991), старшим викладачем (1991—1994), доцентом (1994—1999), професором (1999—2004) кафедри фармацевтичної хімії і фармакогнозії, деканом медико-профілактичного і фармацевтичного факультету (1999—2015) Національної медичної академії післядипломної освіти імені П. Л. Шупика.
З 2004 по 2018 рік працювала завідувачем кафедри контролю якості і стандартизації лікарських засобів (у 2008 році кафедра фармацевтичної хімії і фармакогнозії перейменована у кафедру контролю якості і стандартизації лікарських засобів НМАПО імені П. Л. Шупика).

### Освіта
Закінчила з відзнакою Харківський державний фармацевтичний інститут (нині Національний фармацевтичний інститут, м. Харків) у 1980 році за спеціальністю «Фармація» та отримала кваліфікацію провізора. Вчителі — професор Максютіна Н. П., професор Петюнін П. О., професор Макуріна В. І., професор Болотов В. В., професор Ковальов В. М.

### Захист дисертаційних робіт
Анализ щелочных металлов в лекарственных формах на основе комплексов с краун-эфирами и анионами красителей (Аналіз лужних металів у лікарських формах на основі комплексів з краун-ефірами і аніонами барвників). Дисертація на здобуття наукового ступеня кандидата фармацевтичних наук за спеціальністю 15.00.02 — фармацевтична хімія та фармакогнозія, П'ятигорськ, 1990. Науковий керівник — доктор хімічних наук, професор, заслужений діяч науки і техніки України Максютіна Н. П. Краун-сполуки у фармацевтичному аналізі і стандартизації гомеопатичних розведень. Дисертація на здобуття наукового ступеня доктора фармацевтичних наук за спеціальністю 15.00.02 — фармацевтична хімія, Київ, 1997. Науковий консультант — доктор хімічних наук, професор, заслужений діяч науки і техніки України Максютіна Н. П.

### Наукова діяльність
Сфера наукових інтересів — обґрунтування способів підвищення розчинності субстанцій для фармацевтичного застосування, методів контролю якості та організаційно-методичних аспектів інтегральної моделі забезпечення якості лікарських засобів на етапах реалізації і медичного застосування.
Автор та співавтор 370 друкованих праць.

## Патенти
1. Спосіб підвищення розчинності парацетамолу. Ветютнева Н. О., Мартюшова В. М., Черняков Ю. В. / Деклараційний патент UA53066 А;7 А 61 К 47/02. Зявл. 26.02.2002. Опубл 15.01.2003. Бюл. № 1.
2. Спосіб модифікації розчинності мелоксикаму шляхом утворення твердих дисперсних систем з високомолекулярними сполуками / Ветютнева Н. О., Римар М. В.; заявник НМАПО імені П. Л. Шупика /Патент на корисну модель 103063 Україна, МПК А61 29/00, А61К 47/30, В01F 3/00. — № u 2015 09103 ; заявл. 22.09.15 ; опубл. 25.11.2015, Бюл. № 22.
3. Спосіб модифікації розчинності ібупрофену шляхом утворення твердих дисперсних систем з високомолекулярними сполуками / Ветютнева Н. О., Римар М. В.; заявник НМАПО імені П. Л. Шупика / Патент на корисну модель 103062 Україна, МПК А61 29/00, А61К 47/30, В01F 3/00.–№ u 2015 09101 ; заявл. 22.09.15, опубл. 25.11.2015, Бюл. № 22.
4. Спосіб модифікації розчинності німесуліду шляхом утворення твердих дисперсних систем з високомолекулярними сполуками / Ветютнева Н. О., Римар М. В.; заявник НМАПО імені П. Л. Шупика / Патент на корисну модель 103064 Україна, МПК А61 29/00, А61К 47/30, В01F 3/00. –№ u 2015 09104 ; заявл. 22.09.15, опубл. 25.11.2015, Бюл. № 22.

## Перелік ключових публікацій
1. Справочник провизора-аналитика / Под ред. Д. С. Волоха, Н. П. Максютиной. — К.: Здоров'я, 1989. — 198 с.
2. Загальні методи аналізу і систематизація гомеопатичної рослинної сировини за технологічними підходами при виготовленні матричних настойок: Практ. посіб. — К., 1996 (співавт.)
3. Методики кількісного визначення деяких фармацевтичних препаратів, гомеопатичних розведень та домішки свинцю в рослинній сировині за допомогою краун-ефірів. Методичні рекомендації. — К.: Укрмедпатентінформ, 1996.
4. Development of method for average molecular weight determination of polyvinylpirrolidon substances and medicines by single concentration viscosity measurement / N.Vetiutneva et all // Farmacja WXXI wieku-XYII Naukowy Zjazd Polskiego Towarzystwa Farmaceutycznego, Poznan, 19-22.09.2001.-IItom.-S.599-600.
5. Аналітичні тести для виявлення фальсифікованих лікарських засобів. Методичні рекомендації. — К., 2002 (співавт.).
6. Забезпечення якості лікарських засобів в лікувально-профілактичних закладах: Методичні рекомендації. — Чернігів, 2003 (співавт.).
7. Інформаційне забезпечення державних інспекторів територіальних інспекцій з контролю якості лікарських засобів. Методичні рекомендації — К.: Укрмедпатентінформ. — 2005 (співавт.).
8. Гомеопатичні лікарські засоби, особливість технології виготовлення, принципи застосування, вимоги при реєстрації // Вісник фармакології і фармації. — 2007. — № 7. (співавт.).
9. Організація роботи уповноваженої особи суб'єкта фармацевтичної діяльності по виявленню неякісних та фальсифікованих ліків. Інстр.-метод. матеріали — К.: Фітосоціоцентр, 2008 (співавт.).
10. Анализ результатов анкетирования украинских специалистов об актуальности применения биологических лекарственных средств (Співавт.) // Научный и информационно-аналитический журнал «Фармация Казахстана», г. Алмата. — 2013 р. — С. 42-45.
11. Основні вимоги до нормативно-правового регулювання контролю якості біологічних лікарських засобів. (Співавт.) // Фармацевтичний журнал. — № 3. — 2013. — С. 3-8.
12. Основні вимоги до регулювання обігу та забезпечення якості біологічних лікарських засобів. Інструктивно-методичні матеріали. — К.: Спринтер. — 2013 (співавт.).
13. Сравнительное исследование механизмов взаимодействия нимесулида, мелоксикама и ибупрофена с β-циклодекстрином, поливинилпирролидоном и полиэтиленгликолем полуэмпирическими методами квантовой химии (Співавт.) // Фармация Казахстана. — 2014. — № 7. — С. 36–42.
14. Методические подходы к построению системы обеспечения качества лекарственных средств в Украине. (Співавт.) // Международный научно-практический журнал «Рецепт», г. Минск. — 2014. — № 1 (93) — С. 52-59.
15. Investigation of physical and physicochemical properties of nimesulide solid dispersion with polyethyleneglycol 6000, Kollidon 25, β-cyclodextrin and mechanisms of their interaction / Vetiutneva N.A. et all. // International Journal of Advancesin Pharmacy, Biology and Chemistry — 2015. — Vol. 4(4). — P. 1–8.
16. Регіональна система запобігання ввезенню та поширенню неякісних та фальсифікованих лікарських засобів: сучасний стан та напрямки вдосконалення. (Співавт.) // Український вісник психоневрології. — Т. 23, вип. 3 (84), додаток, 19-20 листопада 2015 р. — С.25-29.
17. Інтегративний підхід до побудови моделі забезпечення якості лікарських засобів під час реалізації та медичного застосування (Співавт.) // Фармаком. — 2016. — № 3. — С.46-50.
18. Функціональна модель проведення вхідного контролю якості лікарських засобів в аптечних закладах. Частина ІІ (Співавт.) // Збірник наукових праць співробітників НМАПО імені П. Л. Шупика. — К., 2016. — Вип. 26.- С.271-281.
19. Забезпечення, контроль якості і стандартизація лікарських засобів: Навчально-методичний посібник / За ред. професора Н. О. Ветютневої. — Вінниця, ПП «ТД» Едельвейс і К", 2016. — 505 с.